# Laurent von Belgien

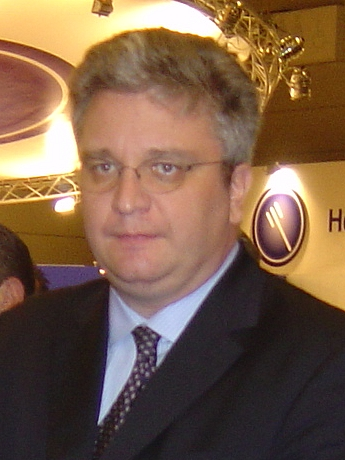
Prinz Laurent von Belgien

Prinz Laurent Benoît Baudouin Marie von Belgien (niederländisch: Laurens Benedikt Boudewijn Maria) (* 19. Oktober 1963 auf Château du Belvédère in Brüssel, Belgien) ist ein Mitglied der Belgischen Königsfamilie aus dem Hause Sachsen-Coburg und Gotha. Er ist Mitglied des belgischen Senats, der zweiten Parlamentskammer.

## Leben
Laurent ist das jüngste von drei Kindern des belgischen Königs Albert II. (* 6. Juni 1934) und seiner Frau Königin Paola (* 11. September 1937), jüngste Tochter des Prinzen Fulco Ruffo di Calabria und der Gräfin Luisa Gazelli. Seine Großeltern väterlicherseits waren König Leopold III. und die schwedische Prinzessin Astrid. Er hat zwei ältere Geschwister, den amtierenden König Philippe (* 15. April 1960) und Prinzessin Astrid (* 5. Juni 1962), sowie aus einem außerehelichen Verhältnis seines Vaters eine Halbschwester, Prinzessin Delphine von Belgien.

### Ausbildung
Prinz Laurent besuchte das Pius X. College in Antwerpen (Unterrichtssprache  Niederländisch) und die Königliche Kadettenschule in Laeken/Laken (Unterrichtssprache Französisch). Anschließend besuchte er die Königliche Militärschule, wo er die den Offizieren der Streitkräfte vorbehaltene akademische Ausbildung erhielt. Nach Abschluss dieses Studiums entschied er sich, wie schon sein Vater vor ihm, für den Dienst in der Marine. Im September 1985 wurde der Prinz zum Leutnant zur See ernannt und 1994 wurde er zum Fregattenkapitän befördert. Nach Abschluss seiner Marineausbildung durchlief Laurent in den Vereinigten Staaten eine praktische Ausbildung in verschiedenen privaten Unternehmen der Pharmaindustrie, sowie des  Luftfahrt- und Freizeitsektors. Später folgten Praktika bei dem Internationalen Währungsfonds, bei der Weltbank und den Vereinten Nationen im Rahmen von Entwicklungs- und Umweltprogrammen (UNDP).

### Ehe und Familie
Am 12. April 2003 heiratete Prinz Laurent in Brüssel die Bürgerliche Claire Louise Coombs (* 18. Januar 1974 in Bath), Tochter des britischen Kaufmanns Nicholas Coombs und seiner belgischen Frau Nicole Mertens. Aus der gemeinsamen Ehe gingen drei Kinder hervor: 
- Louise Sophie Mary (* 6. Februar 2004 in Brüssel)
- Nicolas Casimire Marie (* 13. Dezember 2005 in Brüssel)
- Aymeric Auguste Marie (* 13. Dezember 2005 in Brüssel)

### Skandale
Die Belgier gaben Prinz Laurent in den 1980er Jahren den Spitznamen Prinz Vollgas, in Anlehnung an seine Leidenschaft für schnelle Autos und die zahlreichen Strafzettel, die ihm sein Hobby bisher eingebracht hatten. 
Immer wieder kam der Prinz wegen Geschwindigkeitsübertretungen in die Schlagzeilen. In Washington, D.C. erhielt er eine Verwarnung, auf einer belgischen Autobahn wurde er mit 220 km/h geblitzt. In den Jahren 1999 und 2000 wurde er in Brüssel mit 146 km/h in einer 50 km/h- und mit 137 km/h in einer 70 km/h-Zone geblitzt.
Am 16. Februar 2011 wurde ihm schließlich der Führerschein abgenommen, weil er in Ixelles mit 82 km/h durch eine 50 km/h-Zone fuhr.
Im Jahr 2004 wollte der Prinz seinen Freund Cyrus Reza Pahlavi, den Sohn des letzten Schahs Mohammad Reza Pahlavi, als Paten für seine Tochter Louise einsetzen. Zum einen war dies durch das kanonische Recht nicht möglich, da Pahlavi Muslim ist. Zum anderen löste die Idee bei der iranischen Regierung Ablehnung aus, die zu einer kurzfristigen Abkühlung der diplomatischen Beziehungen führte. Schließlich wurde Pahlavi nicht Pate. Bei der Taufe am 4. September 2004 waren als Patinnen Margaretha von Luxemburg, die Tochter von Großherzog Jean von Luxemburg und Ehefrau von Prinz Nikolaus von Liechtenstein, und Marie-Claude Solvay, geb. Boulin zugegen.
Im Jahr 2007 wurde der Prinz beschuldigt in einen Untreueskandal verwickelt zu sein. 1998 und 1999 waren 2,2 Millionen Euro der belgischen Marine veruntreut worden. Einer der Täter war ein Berater des Prinzen. 185.000 Euro von dem veruntreuten Betrag flossen in die Renovierung der Villa Tervuren, die der Prinz bewohnt und deren Eigentümer eine königliche Stiftung ist. Der Prinz musste im Strafprozess  als Zeuge gegen seinen Finanzberater aussagen und gab an, nichts von der widerrechtlichen Herkunft des Geldes gewusst zu haben. Der Berater des Prinzen, der das Geld veruntreut hatte, wurde zu einer Haftstrafe verurteilt.
Der König zahlte das zu Unrecht empfangene Geld an die Marine zurück.
Im Juli 2017 nahm Laurent von Belgien ohne die hierfür erforderliche Genehmigung der Regierung in Uniform an einem Empfang zum 90. Jahrestag der Gründung der chinesischen Volksbefreiungsarmee in der chinesischen Botschaft in Brüssel teil. Ein vom Premierminister Charles Michel in Absprache mit König Philippe eingeleitetes und vom Parlament bestätigtes Sanktionsverfahren führte zu einer einmaligen Reduktion der jährlichen Bezüge um 15 % (rund 46.000 Euro). Laurent von Belgien zog daraufhin einen Vergleich zum Holocaust. Er legte Einspruch vor dem Staatsrat vor.

## Offizielle Aufgaben und Thronfolge

### Öffentliche Ämter und wohltätiges Engagement
Prinz Laurent war, bis zur Thronbesteigung seines Bruders, als Sohn des Monarchen (wie auch seine beiden Geschwister) kraft Gesetzes Mitglied des Belgischen Senats. Er engagiert sich seit langem für den Umwelt- und Denkmalschutz in Belgien. Darüber hinaus ist er Ehrenvorsitzender des Belgischen Nationalorchesters, sowie Vorsitzender zweier Stiftungen.  Eine davon widmet sich dem Tierschutz.

### Thronfolge
Bevor die Verfassung im Jahre 1994 geändert wurde, stand Prinz Laurent an zweiter Stelle der belgischen Thronfolge. Durch die dabei erfolgte Umstellung auf eine Thronfolge nach absoluter Primogenitur erhielt seine Schwester und deren Nachkommen einen vor ihm liegenden Platz in der Thronfolge. Somit steht er im Oktober 2023 an vierzehnter Stelle, ihm folgen seine drei Kinder.

## Ehrungen, Orden und Ämter
- Großkreuz mit Schwertern des Leopoldsordens
- 1985 Leutnant zur See
- 1993 Emile-Noël-Preis
- 1994 Fregattenkapitän
- 1998 Großkreuz des Verdienstordens der Bundesrepublik Deutschland
- 2004 Kapitän zur See